# Rouy-le-Grand

Rouy-le-Grand este o comună în departamentul Somme, Franța. În 1 ianuarie 2022 avea o populație de 100 de locuitori.